# Шу Нильсен, Лайла
Лайла Шу Нильсен (норв. Laila Schou Nilsen; 18 марта 1919, Кристиания, Норвегия — 30 июля 1998, Осло) — норвежская конькобежка, горнолыжница, гандболистка, теннисистка, автогонщица. Чемпионка мира по классическому конькобежному многоборью (1935, 1937 и 1938), 4-кратная чемпионка Норвегии, бронзовый призёр Олимпийских игр 1936 года в горнолыжной комбинации. Участница Олимпийских игр 1948 года в скоростном спуске. 3-кратная чемпионка Норвегии в альпийской комбинации (1939, 1946 и 1948).

## Биография
Лайла Шу Нильсен родилась в семье Виктора Шу Нильсена и Дэгни, и выросла в Грефсене - жилом районе Осло. Уже в 11-летнем возрасте она заявила о себе совершив прыжок с трамплина полётом на 28 футов. В 12 лет занялась прыжками с трамплина и футболом, а зимой 1933 года попробовала себя в беговых лыжах. Из 80 женщин, вышедших на старт 5-километровой дистанции, Лайла одержала превосходящую победу; на 6 минут опередила спортсменку, занявшую 2-е место.

### Конькобежный спорт
В 1934 году увлеклась конькобежным спортом в клубе "Oslo Skøiteklub" и сразу стала серебряным призёром чемпионата Норвегии, а через год она выиграла Национальный чемпионат в сумме многоборья. На неофициальном чемпионате мира в Осло в 1935 году 15-летняя девушка завоевала золотую медаль и установила свой первый мировой рекорд на дистанции 500 метров. В 1937 году вновь выиграла чемпионат страны, а на чемпионате мира в Давосе стала чемпионкой мира и в течение двух дней установила мировые рекорды на дистанциях 500, 1000, 3000 и 5000 м. Рекорд на 500 метров был побит только в 1955 году в Медео советской конькобежкой Тамарой Рыловой. Ещё через год в третий раз завоевала золото на домашнем чемпионате мира в Осло и заняла 2-е место на чемпионате Норвегии. Лайла также стала чемпионкой Норвегии в 1939 и в 1940 годах. После чего завершила карьеру в этом виде спорта. 

### Горнолыжный спорт
В 1936 году Лайла готовилась к олимпийским играм, но женских соревновании по конькобежному спорту тогда ещё не было и она решила выступать в горнолыжном спорте. Буквально за несколько месяцев упорных тренировок она сумела отобраться на зимние Олимпийские игры в Гармиш-Партенкирхене, где заняла 1-е место в скоростном спуске и взяла бронзу в комбинации. Таким образом, она стала первой норвежкой, завоевавшей олимпийскую медаль в горнолыжном двоеборье, и первой норвежской спортсменкой, завоевавшей олимпийскую медаль в горных лыжах. Бронза в комбинации, завоёванная 16-летней Лайлой в 1936 году в Гармиш-Партенкирхене, на протяжении 82 лет до 2018 года была единственной олимпийской наградой для норвежских женщин в горнолыжном спорте. В 1938 году она выиграла чемпионат Норвегии в первый раз в альпийской комбинации, в том же году на чемпионате мира в Энгельберге заняла 6-е место в слаломе. На следующий год стала 5-й в комбинации на чемпионате мира в Закопане. После войны ещё дважды в 1946 и 1948 годах становилась чемпионкой страны.

### Гандбол
В 1940 году Лайла увлеклась гандболом и была в команде "Grefsen IL", с которой в последующие годы выиграл четыре чемпионата Норвегии в 1946, 1947, 1948 и 1951 годах, а также 12 кубков страны. Также играла за сборную Норвегии по гандболу.

### Теннис
Лайла также с раннего детства занималась теннисом, но только летом 1935 года ей удалось стать норвежской чемпионкой среди юниоров. В 1937 году на теннисных кортах выступала женском парном и в смешанном парном разрядах. В 1939 году она поехала на Уимблдон в Англию, чтобы  тренироваться с английским тренером. Вернувшись в Норвегию, Лайла выиграла у своей сильнейшей соперницы Ады Верринг. В дополнение к индивидуальным титулам, выиграла множество титулов в парном и миксте, а также 11 золотых медалей. В общей сложности на её счету 85 титулов в теннисе на чемпионате Норвегии в период с 1937-1961 годов.

## Административная работа
В зрелые годы Лайла Шу Нильсен увлеклась автогонками и четыре раза принимала участие в ралли Монте-Карло с 1961 по 1966 год. В 1962 году стала председателем норвежской федерации гандбола и стала первой женщиной-руководителем норвежской федерации. В 1965-1969 годах была членом правления норвежской спортивной федерации и заместителем председателя норвежской спортивной федерации до 1973 года. В 1968-1972 годах она была членом правления Олимпийского комитета Норвегии. Лайла была первой женщиной, удостоенной премии Эгеберг в 1936 году за свои успехи в лыжном спорте, конькобежном спорте и теннисе. Прошло 44 года, прежде чем следующая женщина, Бьёрг Эва Йенсен (катание на коньках и велоспорт), получила этот значок. Лайла Шу Нильсен в 1947 году занялась бизнесом, когда приобрела офис продаж Østbye. Компания производила садовую мебель, снаряжение для кемпинга и парусные лодки. После выхода на пенсию она обычно проводила зимы на Лансароте на Канарских островах. Весной 1998 года она заболела и не смогла вернуться в Норвегию на своё обычное летнее времяпровождение. Вскоре после этого она умерла на Лансароте в возрасте 79 лет.

## Награды
- 1936 год - награждена премией Эгеберг.